# Slowenische Eishockeyliga 1992/93
Die Saison 1992/93 war die zweite Austragung der slowenischen Eishockeyliga nach der Unabhängigkeitserklärung Sloweniens von Jugoslawien. Sie wurde mit sechs Mannschaften ausgetragen. Titelverteidiger und auch neuer Meister war der HK Jesenice.

## Teilnehmerfeld und Modus
Das Teilnehmerfeld schrumpfte im Vergleich zur Vorsaison von acht auf sechs Mannschaften, da der HK Jesenice und der HDD Olimpija Ljubljana jeweils darauf verzichteten, mit einer Zweitmannschaft anzutreten. Der HK Jesenice spielte jedoch mit einer schwächeren Auswahl, da das Team als einziger slowenischer Teilnehmer parallel an der Alpenliga teilnahm (siehe Alpenliga 1992/93).
Gespielt wurde zunächst im Grunddurchgang eine doppelte Hin- und Rückrunde mit insgesamt zwanzig Spielen pro Mannschaft. Die besten vier Teams qualifizierten sich für die Zwischenrunde, in der anschließend die Platzierungen für die Playoffs ermittelt wurden. Die Halbfinalserien wurden im Modus Best of Five ausgetragen, das Finale im Modus Best of Seven. Die übrigen vier Teams ermittelten in einer einfachen Hin- und Rückrunde (sechs Begegnungen) die Abschlussplatzierungen.

## Grunddurchgang
Da die besten Spieler des HK Jesenice in der Alpenliga spielten, dominierte der HDD Ljubljana den Grunddurchgang nach Belieben und unterlag nur in zwei der zwanzig Spiele. Lediglich der HK Bled bildete eine ernsthafte Konkurrenz und hatte am Ende nur einen Rückstand von zwei Punkten auf den Tabellenführer. Erneut enttäuschend verlief die Saison für den HK Slavija, der wie im Vorjahr sämtliche Spiele verlor und damit nach zwei Jahren immer noch keinen Sieg (und kein Unentschieden) vorzuweisen hatte. Jesenice qualifizierte sich zwar mit Rang vier nur knapp, aber mit acht Punkten Vorsprung dennoch souverän für die Zwischenrunde.
| Platz | Team                   | Punkte | Spiele | S  | U | N  | Tore   | TVH  |
| ----- | ---------------------- | ------ | ------ | -- | - | -- | ------ | ---- |
| 1     | HDD Olimpija Ljubljana | 36     | 20     | 18 | 0 | 2  | 224:34 | +190 |
| 2     | HK Bled                | 34     | 20     | 17 | 0 | 3  | 131:51 | +80  |
| 3     | HK Celje               | 26     | 20     | 13 | 0 | 7  | 129:72 | +57  |
| 4     | HK Jesenice            | 16     | 20     | 8  | 0 | 12 | 94:129 | −35  |
| 5     | HK Triglav             | 8      | 20     | 4  | 0 | 16 | 39:163 | −124 |
| 6     | HK Slavija Ljubljana   | 0      | 20     | 0  | 0 | 20 | 31:199 | −168 |

## Zwischenrunde
Mit dem Hinzukommen der Spieler aus der Alpenliga arbeitete sich der HK Jesenice in der Zwischenrunde auf Rang zwei vor und sicherte sich damit das Heimrecht für das Halbfinale. Favorit Ljubljana verlor nur eines der sechs Spiele und blieb damit auf Rang eins. In Klammer sind die Bonuspunkte aus dem Grunddurchgang angegeben.
| Platz | Team                   | Punkte | Spiele | S | U | N | Tore  | TVH |
| ----- | ---------------------- | ------ | ------ | - | - | - | ----- | --- |
| 1     | HDD Olimpija Ljubljana | 14 (4) | 6      | 5 | 0 | 1 | 42:24 | +18 |
| 2     | HK Jesenice            | 9 (1)  | 6      | 4 | 0 | 2 | 38:28 | +10 |
| 3     | HK Bled                | 8 (3)  | 6      | 2 | 1 | 3 | 18:28 | −10 |
| 4     | HK Celje               | 3 (2)  | 6      | 0 | 1 | 5 | 19:37 | −18 |

## Playoffs

### Halbfinale
- HDD Olimpija Ljubljana (1) – HK Celje (4): 3:0 (14:1, 7:1, 8:5)
- HK Jesenice (2) – HK Bled (3): 3:2 (2:0, 1:4, 5:1, 1:2, 5:2)

### Finale
Das Finale verlief ähnlich eng wie im Vorjahr und brachte zunächst sechs Siege der jeweiligen Heimmannschaft. Das entscheidende Spiel wurde erst im Penaltyschießen entschieden, wo Albert Malgin mit einem Treffer zwischen den Beinen des Torwarts von Ljubljana hindurch Jesenice zum zweiten Meistertitel schoss.
- HDD Olimpija Ljubljana (1) – HK Jesenice (2): 3:4 (5:2, 3:5, 9:5, 6:9, 6:2, 3:4, 6:7 n. P.)

### Gruppenphase um Platz 3
| Platz | Team       | Punkte | Spiele | S | U | N | Tore  | TVH |
| ----- | ---------- | ------ | ------ | - | - | - | ----- | --- |
| 1     | HK Bled    | 12     | 6      | 6 | 0 | 0 | 70:6  | +64 |
| 2     | HK Celje   | 8      | 6      | 4 | 0 | 2 | 32:17 | +15 |
| 3     | HK Slavija | 4      | 6      | 2 | 0 | 4 | 10:42 | −32 |
| 4     | HK Triglav | 0      | 6      | 0 | 0 | 6 | 10:57 | −47 |

## Kader des slowenischen Meisters
| Slowenischer Meister HK Jesenice | Torhüter: Klemen Mohorič, Cveto Pretnar, Mohor Razinger, Bojan Škrjanc Verteidiger: Elvis Bešlagič, Sergei Borissow, Tom Jug, Marjan Kozar, Boris Kunčič, Bojan Magazin, Drago Mlinarec, Murajica Pajič, Dejan Varl, Borut Vukčevič Angreifer: Enes Crnovič, Matjaž Kopitar, Andrei Kwartalnow, Matjaž Mahkovic, Albert Malgin, Bostjan Omerzel, Sašo Pretnar, Ildar Rahmatuljin, Andrej Razinger, Peter Rožič, Jure Smolej, Marko Smolej, Simon Smolej, Aleš Sodja, Zvone Šuvak Cheftrainer: Wladimir Krikunow |

## Meisterschaftsendstand
1. HK Jesenice
2. HDD Olimpija Ljubljana
3. HK Bled
4. HK Celje
5. HK Slavija Ljubljana
6. HK Triglav

## Topscorer
| Platz | Spieler            | Verein    | G  | A  | Pts |
| ----- | ------------------ | --------- | -- | -- | --- |
| 1     | Alexander Roschkow | HK Bled   | 53 | 50 | 103 |
| 2     | Michail Anfjorow   | HK Bled   | 58 | 39 | 97  |
| 3     | Jay Moore          | Ljubljana | 42 | 36 | 78  |
| 4     | Tomaž Vnuk         | HK Celje  | 51 | 25 | 76  |
| 5     | Rok Rojšek         | HK Celje  | 41 | 31 | 72  |
| 6     | Jim Nesich         | Ljubljana | 31 | 41 | 72  |